# 李信恵
李 信恵（이（리）신혜、Lee Sinhae り しね、林田リンダ、1971年8月18日 - ）は、在日朝鮮人2.5世
のライター。アメブロのニックネーム欄では「李信恵　/ 이（리）신혜 / 林田リンダ」と表記している」。東大阪市出身。

## 来歴
大阪芸術大学卒。大学在学中より女性誌や地域情報誌でライターとして活動する。卒業後は、フリーライターとして、インターネットのニュースサイト（アジアプレス、サーチナ、ガジェット通信）や、日刊ゲンダイに執筆している。日本国内においての差別問題、慰安婦問題、教育問題などに関する分野の執筆を主に行う。夕刊紙でSMクラブの連載をもっていたことがあり、「女王様」といつもネタにしていた。2014年12月にはやよりジャーナリスト賞を受賞。

## 人物
- 2014年8月18日、民族差別的な発言で名誉を傷つけられたなどとして、在日特権を許さない市民の会（在特会）桜井誠元会長および在特会に550万円、保守速報の運営者に2200万円の損害賠償を求める訴訟を大阪地裁に起こした[6][7][8][9]。李の訴えによれば、桜井誠は神戸市での街宣活動および短文投稿サイトにて、民族・性別・年齢を侮辱する発言・書き込みを行い、保守速報も民族性を侮辱する書き込みをまとめ記事に掲載した、という[7]。550万円の提訴を受けた桜井誠は「（李信恵による）ネット上でのでたらめな記事について反訴を予定している」とコメントした[10]。2016年9月27日、大阪地裁は「社会通念上許される限度を超える侮辱行為」「在日朝鮮人に対する差別を助長、増幅させる意図が明らか」として、在特会と桜井に対し計77万円の賠償命令を出し、桜井側から起こされた反訴を全て棄却した[11][12][13][14][15]。
- 2017年11月16日には、ネット上の差別的な投稿をまとめサイト「保守速報」に収集して掲載したことで、李信恵に対する名誉毀損・人種差別・女性差別があったとする訴訟に、恣意的な情報収集や表題により内容を強調したことで、「保守速報」運営者に名誉毀損や差別の目的があったと認定し、「引用元の投稿とは別に、憲法13条が認める人格権を侵害した。」として、大阪地裁により、「保守速報」運営者に損害賠償として200万円の支払いを命じる判決が出た[16]。この判決を不服とした両者は控訴したが2018年6月28日、大阪高裁は一審の判決を支持し訴えを棄却した[17][18]。2018年12月11日最高裁判所は被告の上告を棄却、200万円の支払いを命じる判決が確定した[19]。
- 2015年1月には自身の初の著書として『#鶴橋安寧―アンチ・ヘイト・クロニクル』を影書房より出版した[20]。この書のAmazonレビューに、李に対する誹謗中傷が書き込まれる事態となり、影書房からAmazonに対し、削除の要請を行っている[21]。なお、『#鶴橋安寧―アンチ・ヘイト・クロニクル』は李の裁判へのカンパを呼びかけるチラシがはさみこまれて販売されている。
- コメンテーターとしてメディアに出演する機会が多いが、日本や日本人を軽視した反日発言が多いことでも知られる。とある番組に出演した時に「日本は日本人だけのものじゃないでしょ」と発言。日本が原住民たる日本人の居住を大前提とする国であることを真っ向から否定し、日本と日本人を愚弄した放言であるとして厳しく批判されている。

## 「しばき隊リンチ事件」
- 2014年12月16日深夜、李の「反ヘイトスピーチ裁判」関連の集会後に飲みに行った店で、反差別運動に関係する暴行事件が発生した。
- 事件後、李は聞き取りに対し被害者を一発殴ったことを認め、被害者に謝罪文を提出し反差別運動を自粛していたが、その後活動を再開した。それが後に民事で訴えられる理由になった[22]。
- 李は書類送検された3人に含まれていたが、不起訴処分となった[23]。
- この事件は、2016年4月、週刊実話誌上に「2014年12月、反差別活動に関わっていた仲間の一人に言い掛かりを付け、全治2週間（実際には三か月以上）の重傷を負わせた。その後、周辺が当事件の隠蔽工作を図ったものの、事件に関わった2名は罰金刑に処せられた」として記事にされたことで明らかにされたが、即日で「李信恵氏が『加害者でかかわって』いたという事実はなく誤りでした。李信恵氏に深くお詫び申し上げます」と訂正・謝罪メッセージが出版元のWebサイト上に掲載された[24]。西岡研介の項も参照。
- 2016年5月11日、弁護士・高島章は暴行現場の音声を公開し、「李信恵氏は、リンチ事件の加害者である。」と見解を述べた[25] 。また「重大な事実がこの一言に凝縮されている」として李が被害者に放った「まぁ殺されるんやったら店の中入ったらいいんちゃう？」という言葉を紹介している[26][27]。これに対し李は「警察がそれでもこの録音を詳細に確認して、事実をいろいろ検証したのにおいらを不起訴にしてるんだから」と反論している[28]。

- 2016年7月4日、李は罰金刑になった二人、さらに店に一緒に来ていた二人と併せて、被害者の大学院生から損害賠償を求める民事訴訟を起こされた。この裁判で確定した判決では、李に殴られた、李は暴行を受けた被害者の顔を見ていた、とする被害者·原告側の主張が否定され、李に対する損害賠償は退けられた。この裁判で、李および店にいた二人、それに判決確定後には暴行を加えて賠償請求が認められた一人の代理人弁護士を務めた神原元は、刑事事件の結果と合わせ「李信恵が加害者、首謀者というのはでっち上げ」「しばき隊がリンチ事件を起こしたというのはデマ」として、自分の弁護士事務所HPに「しばき隊リンチ・でっち上げ事件の真相」として公開している[29]。
  - この民事訴訟は「リンチの有無」を争うものではない。
  - 後述の鹿砦社·松岡社長との裁判で確定した一審判決には「大学院生集団リンチ事件。以下単に『リンチ事件』という」という箇所がある。
  - 李は被害者に対し「なんやけん！お前！おら！」と怒鳴りつけ、胸倉をつかんだ。
  - 被害者の支援者で在日韓国人の医師、金剛（キム・ガン）氏は「白々しいにも程がある。「殺されるんやったら・・・」の名言が何度でも突き刺さってくるだけだ」「誰かが正義だのといくら喚こうが、こうやって社会的評価は定まるものだ」「そこでいかなる裁定が下されようが、批判すべきことはしなければならず、指摘すべきことはいくらでも指摘するものだ」「「無関係である」などと牽強付会したところで、嘘が真実に化けるわけではない。事実は事実として拡散され、永遠に残される」と厳しく批判している[30][31][32]。
- 当事件に絡み、李信恵のツイートが、李を批判する鹿砦社に対する誹謗中傷にあたるとして、当社の松岡社長より損害賠償と謝罪広告を求めて提訴された(第13民事部・平成29年ワ第9470号)[33]。2018年4月18日、李はこれに対して反訴し、名誉毀損による550万円の賠償金、50万円の弁護士費用と『ヘイトと暴力の連鎖』、『反差別と暴力の正体』、『人権と暴力の深層』、『カウンターと暴力の病理』4冊の販売差し止めを求めた[34]。しかし、同年5月23日に反訴を取り下げ、同日別訴を提起し併合審理を求めたが裁判所は却下、独立した裁判として審理される事になった[35]。鹿砦社が李信恵を訴えた訴訟では、2019年2月13日、大阪地裁は李信恵に10万円の賠償を命じる判決を下したが、双方が控訴した。双方の控訴が棄却され、李信恵は上告したものの最終的に上告を取り下げ、判決が確定した。なお、上記の通り、判決文には「大学院生集団リンチ事件。以下単に『リンチ事件』という」という箇所がある[36]。
- 2018年10月30日、上記裁判に関連し、原告側の代理人弁護士であり、見解を述べた高島章を提訴した[37][38][39]。2020年10月22日の一審判決では、高島に対し、損害賠償88万円の支払いを命ずる判決が下された[40][41]、高島は控訴したが棄却された[42]。
- 李が鹿砦社を訴えた裁判は一審で鹿砦社に対して165万円の支払いとデジタル鹿砦社通信の該当記事の削除を命じる判決が下された[43]が控訴し、控訴審では事実認定が一部変更され賠償額を賠償を110万円に減額された判決となり双方とも上告せず確定した。控訴審の判決変更箇所では李が直接殴打した事実は認められなかったが、被害者の胸ぐらをつかんだ、事件を知りながら放置したと、李が事件に関与、連座したことが認められ「日頃から人権尊重を標榜していながら、金によるＭに対する暴行については、これを容認」「道義的批判を免れない」と認定する内容となっている[44][45][46]。

## 活動

### のりこえねっと特派員としての沖縄高江取材
セックスグッズショップのサイト「ラブピースクラブ」上で、のりこえねっとから5万円の支給を受け、沖縄の高江ヘリパッドへ取材に行った。李はのりこえねっとの市民特派員募集に合格しており、ニュース女子は「外国人である辛淑玉がお金を集めて、日当を払って運動員を沖縄に送り込んでいる」と報道したとして、「嘘ばっかり」「私はまた2月上旬にも沖縄に再度行く予定なので、交通費だけですでに5万円以上。日当どころではなく大赤字だ。」と述べている。

## 主張

### 慰安婦像に関する主張
2014年1月に、ソウルの日本大使館前で行われている水曜集会に参加し、慰安婦像付近で夜明かしする若者に勇気をもらったとし、「彼らを攻撃する一部の団体メンバーに在特会を重ね、やるせなさを感じた。」などと、聯合ニュースのインタビューで語っている。

## 著書
- 『#鶴橋安寧―アンチ・ヘイト・クロニクル』影書房、2015年。ISBN 978-4-87714-453-1。
- 『#黙らない女たち』かもがわ出版、2018年。ISBN 978-4-7803-0969-0。 上瀧浩子との共著。